# Iuri Kondakov (patinator)
Iuri Kondakov (n. 27 noiembrie 1951, Gornîi, RSFS Rusă, URSS) este un patinator de viteză ce a reprezentat Rusia, medaliat olimpic. A participat la 2 ediții ale Jocurilor Olimpice (1976, 1980) în care a câștigat o medalie de argint.